# Barnumbirr

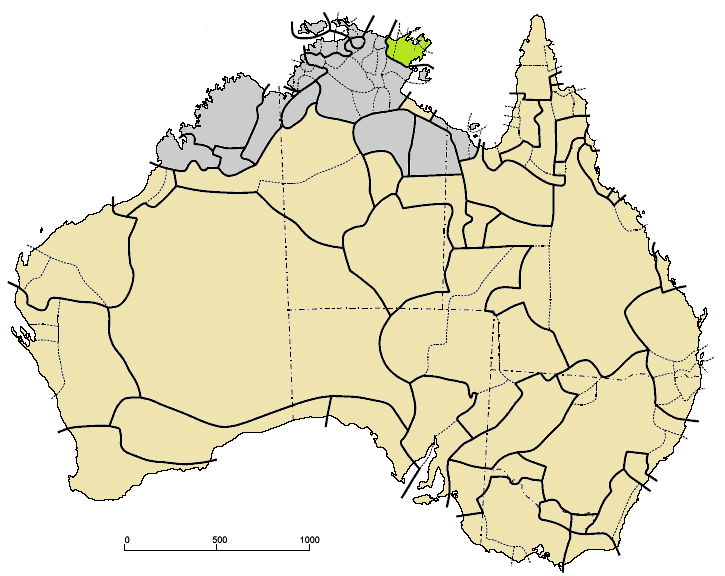
En vert, le territoire du peuple Yolngu.

Barnumbirr, aussi appelé Morning Star (Étoile du Matin), est un esprit créateur du peuple aborigène Yolngu, qui habite au nord-est de la terre d'Arnhem dans le Territoire du Nord de l'Australie.

## Esprit créateur
Barnumbirr est un esprit créateur dans la mythologie Yolngu, plus particulièrement issu de la partie (moiety) Dhuwa.
Selon les lignes de chanson (songlines), elle guida les premiers humains, les sœurs Djanggawul, depuis l'ile imaginaire de Beralku jusqu'à l'Australie. Les deux arrivèrent près de Yirrkala dans le nord-est de la Terre d'Arnhem. Par la suite, Barnumbirr continua son chemin et créa une songline qui fit apparaitre les animaux, les plantes, le relief et les frontières de clan de l'Australie.

## Cérémonie mortuaire
Barnumbirr est très liée à la mort dans la culture Yolngu. 
La cérémonie de l’Étoile du Matin (Morning Star Ceremony) est un rite mortuaire performé la nuit précédant le premier jour du nouveau cycle de la planète Vénus. Elle se déroule donc tous les 584 jours. Son but est de libérer les esprits des personnes récemment mortes et de les guider vers leur destination finale, ainsi que de communiquer avec les ancêtres, installés sur l'île de Beralku.
La cérémonie commence à la tombée du jour et continue toute la nuit. Des Morning Star poles (bâtons d’Étoile du Matin) sont fréquemment utilisés. Ils sont composés d'un bâton en bois décoré des motifs traditionnels du clan avec des ocres. Des cordes et des plumes sont fixés dessus et le sommet du bâton est couronné d'une touffe de plumes.

## Aujourd'hui
En 2013, la Mirramu Dance Company performe un spectacle appelé Morning Star dans la National Gallery of Australia à Canberra. La performance est créée par Banula Marika en collaboration avec Elizabeth Cameron Dalman.
Des Morning Star poles crées pour les cérémonies et danses traditionnelles sont exposés dans des musées, comme au Musée d'Art contemporain d'Australie, à la Queensland Gallery of Modern Art ou à la Galerie d'art de Nouvelle-Galles du Sud. Un des artistes reconnus est Gali Yalkarriwuy Gurruwiwi (en), mort en 2020.